# Lasiodora gutzkei
Lasiodora gutzkei là một loài nhện trong họ Theraphosidae.
Loài này thuộc chi Lasiodora. Lasiodora gutzkei được miêu tả năm 1997 bởi Reichling.